# Dansaire emmascarat
El dansaire emmascarat (Saltator cinctus) és un ocell de la família dels tràupid (Thraupidae).

## Hàbitat i distribució
Habita els bosquets de bambú, límit de la selva pluvial, especialment a prop de Podocarpus oleifolius, localment als Andes del centre de Colòmbia, est de l'Equador i Perú septentrional.